# Niedersfeld
Niedersfeld este un sector cu 2 300 de locuitori al orașului Winterberg în Sauerlandul Superior din Nordrhein-Westfalen, Germania